# Церква святого архістратига Михаїла (Малий Ходачків)
Церква святого архістратига Михаїла в Малому Ходачкові — парафія і храм греко-католицької громади Великобірківського деканату Тернопільсько-Зборівської архієпархії Української греко-католицької церкви в селі Малий Ходачків Тернопільського району Тернопільської области.

## Історія церкви
Храм був збудований у 1811 році. Після часткового руйнування під час Першої світової війни його відновили у 1922 році, добудували у 1931 році, а реставрація тривала з 2005 по 2013 рік. Після завершення основних робіт з відновлення, 21 листопада 2007 року його наново освятив владика Василій Семенюк.
У 1938 році в храмі було встановлено іконостас, створений художником Антіном Манастирським та різьбярем Мирославом Маковським.
До 1946 року парафія належала до УГКЦ, а з 1991 року знову повернулася в її лоно. У період з 1946 по 1991 рік храм, як і парафія, належав Російській Православній Церкві, але був постійно діючим.
27 липня 1829 року на парафії з канонічною візитацією побував Галицький митрополит Михайло Левицький.
При парафії діють: братство Матері Божої Неустанної Помочі, Марійська дружина, спільнота «Матері в молитві».
На території парафії встановлено 3 фігури і 7 хрестів парафіяльного значення.
Парафія має у власності церковну будівлю та парафіяльний будинок.

## Парохи
- о. Григорій Михаліцький (до 1753),
- о. Григорій Михаліцький (син о. Григорія, 1753—1793),
- о. Іван Михаліцький (син о. Григорія, 1793—1821),
- о. Михайло Бачинський (1821—1842),
- о. Василь Комарницький (1842—1843),
- о. Роман Чировський (1843—1889),
- о. Омелян Волянський (1889—1919),
- о. Андрій Лошній (1919—1920),
- о. Михайло Осадца (1921—1945),
- о. Володимир Зарічний (1987—2004),
- о. Василь Сліпчук (від 2004).